# Carlo Beenakker
Carlo Willem Joannes Beenakker (Leiden, 9 de junio de 1960) es un físico teórico y educador neerlandés. Se desempeña como profesor en la Universidad de Leiden y es líder del grupo de física mesoscópica de la universidad, establecido en 1992.

## Biografía

### Primeros años
Nacido en Leiden, es hijo de los físicos Jan Beenakker y Elena Manaresi. Se graduó en la Universidad de Leiden en 1982 y obtuvo su doctorado dos años después.

### Carrera
Después de obtener su doctorado, pasó un año trabajando en Estados Unidos como miembro de la Fundación Niels Stensen antes de regresar a los Países Bajos como miembro del personal científico de los Laboratorios de Investigación Philips en Eindhoven. Fue nombrado profesor externo de Física Teórica en Leiden en 1991.
Su trabajo en física mesoscópica aborda problemas físicos fundamentales que ocurren cuando se miniaturiza un objeto macroscópico.
En 1993, compartió el premio Royal/Shell por "el descubrimiento y explicación de los efectos cuánticos en la conducción eléctrica en sistemas mesoscópicos". Fue elegido miembro de la Real Sociedad de Ciencias y Humanidades de Holanda en 2001 y de la Real Academia de Artes y Ciencias de los Países Bajos en 2002. Recibió uno de los premios científicos más prestigiosos de los Países Bajos, el Premio Spinoza, en 1999. En 2006 recibió el Premio AkzoNobel de Ciencias "por su trabajo pionero en el campo de la nanociencia".
En un estudio de 1997 realizado por el Instituto de Información Científica, el se ubicó entre los 300 físicos más citados de los 16 años anteriores. En 2008, asistió a la 24ª Conferencia de Física de Solvay.